# Chors

Chors som solsymbol på Kamjanets-Podilskyjs flagga.

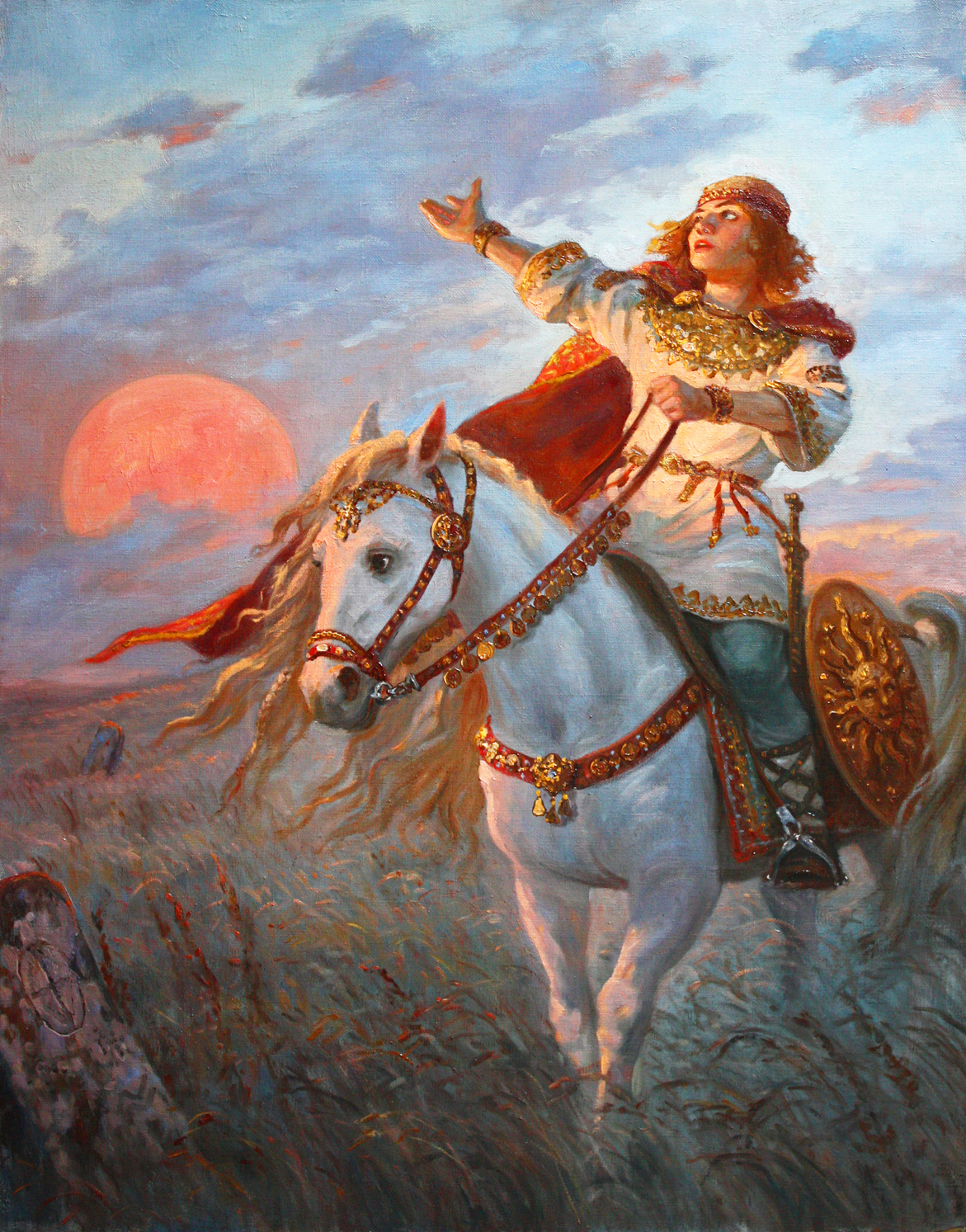
Xors av Andrey Shishkin

Chors (fornslaviska: Хърсъ) var solguden i fornslavisk mytologi.

## Etymologi
Namnet Chors kommer från de iranska språken – avestiskans hvarə xšaētəm, pahlaviskans xvaršêt, persiskans xuršēt ”strålande sol”, ossetiskans хур (chur) ”sol”, men denna etymologi är inte utan fonetiska problem, även om man åberopar övergången från š→s i det ossetiska språket.
Några historiker (till exempel B. A. Rybakov) förknippar Chors ursprung med fornskyternas period, medan V. V. Sedov begränsar det iranska (skyternas och sarmaternas) inflytandet på anterna till tjernjachovskijperioden (100 – 300-talet).

## Omnämnande i olika källor
Enligt Nestorskrönikan lät furst Vladimir (Vladimir I av Kiev) år 980
| ” | ställa upp avgudar på en kulle utanför slottsborgen: Perun av trä… och Chors, Dazjbog, och Stribog, och Simargla samt Mokosj. | „ |

Chors omnämns även i de apokryfiska skrifterna, till exempel i ”Jungfru Marias skärseld” sägs att 
| ” | människorna vände sig till gudar uppkallade efter solen och månaderna, jorden och vattnet… Trojan, Chors, Veles, Perun | „ |

Chors omnämns i en av utgåvorna av Tre överstepräster samtalar.
I ett av samtalsfragmenten svarar Basileios den store:
| ” | Det finns två åskänglar: den grekiske åldermannen Perun och juden Chors – det är de två blixtänglarna. | „ |

Omnämnandet av juden Chors gav anledning till spekulationer om att denne gud var lånad från khazarernas garnison i Kiev, vilken antogs bestå av ett iransktspråkigt chorezmgarde, eftersom de som styrde Khazarkanatet bekände sig till judendomen.

Då är det rimligt att anta att Perun var lånad från grekerna. Enligt B. A. Uspenskij, som stödde M. A. Vasiljev

såg de ryska skriftlärda ingen skillnad mellan de olika folkens hedniska religioner, de antog att det fanns en enda hednisk ickeortodox kultur.

Gudarnas ”nationella tillhörighet” i fragmentet förklarades av Mansikka: i den grekiska originaltexten motsvaras Perun av Apollon, en grekisk, hellenistisk gud, och Chors motsvaras av Nahor, en gammaltestamentlig jude.

Det är oklart om sambandet mellan åskan och blixten, och Perun och Chors är en ren tillfällighet eller en tolkning av översättaren i detta fragment. Vasiljev menar att sambandet inte är en slump – Peruns samhörighet med åskan och blixten är allom bekant, och Chors omnämnande kan förklaras av att solen ansågs vara blixtens ursprung i forntidens Rus.

I Igorkvädet sägs att: 
| ” | Furst Vseslav styrde sitt folk och grundade städer åt furstarna, men själv rände han nattetid kring som en ulv. Från Kiev sprang han till Tmutorokan intill hanegället; såsom ulv korsade han den store (solguden) Chors väg. | „ |

## Avgudabilder och tempel
Chors avgudabild som Vladimir lät uppföra i Kiev var av trä. Rybakov menar att avgudabilden stod i nischen på höger sida om Peruns avgudabild och bredvid Dazjbog.
Tysken Wunderer som besökte Rus 1589-1590 beskrev Chors avgudabild nära Pskov:
| ” | Framför staden (Pskov) såg vi två avgudabilder, som stått där sedan urminnes tider och tillbads av offerpräster. Det var Uslad, avbildad i sten, som höll ett kors i handen, och Chors, som stod på en orm och hade ett svärd i ena handen och en flammande stråle i den andra. | „ |

Det anses att avgudabildernas namn är uppdiktade i denna beskrivning eftersom det vanligtvis är Perun som framställs som blixtslungare och ormbaneman. Den andra avgudabilden med korset har historikerna lyckats identifiera. Den var mycket riktigt av sten, men korset var ljusets symbol under hedendomen. Därför motsvarade pantheonen i Pskov helt Vladimirs pantheon, där Perun och Chors intog de främsta platserna.